# Sigtuna stift
Sigtuna stift var ett medeltida kyrkligt stift grundat i början av 1060-talet med säte i Sigtuna i Uppland, som då var en viktig ort för det svenska kungahuset. 
Kung Stenkil (cirka 1030–1066) lär ha varit drivande bakom biskopssätets upprättande. Den förste biskopen av Sigtuna stift lär ha varit Adalvard den yngre. Dennes missionsverksamhet mötte motstånd från hedniskt håll och vid sin död, någon gång före år 1072, hade Adalvard fördrivits från sin post. Den efterträdare som utsetts i Hamburg tillträdde inte på grund av de spänningar som rådde efter Stenkils död.
Fem sigtunabiskopar är kända från skriftliga källor, varav fyra stiftsbiskopar, men det verkar som att frånsett Adalvard var de flesta inte stationerade i Sigtuna och biskopssätet i Sigtuna var mestadels obesatt. Cirka 1120 anges Sigtuna som stift men inte Uppsala. Uppsala stift bildades dock på 1130-talet och Sigtuna stift blev utan egen biskop. Senast när Uppsala stift upphöjdes till ärkebiskopssäte 1164 upphörde Sigtuna stift att existera även formellt.

## Historik
Kungsgårdstomten låg mitt i staden och här byggdes vid 1000-talets slut den första stenkyrkan i Mälarområdet. Omkring 1060 grundades i Sigtuna Svealands första biskopssäte med Adalvard den yngre som biskop. Stenkyrkan var biskopens kyrka, den första domkyrkan. Den revs under högmedeltiden men rester av murarna finns bevarade under mark. På denna tomt ligger numera Sigtuna museum. Där grävade man 1993 ut en biskopsgrav, men vem biskopen är har man inte kunnat identifiera. Om stadens dåtida betydelse vittnar Adam av Bremen, som omkring 1070 kallar Sigtuna civitas magna.
Under den tidiga medeltiden byggdes inte mindre än sex eller sju andra stenkyrkor med omgivande kyrkogårdar. Alla utom domkyrkan lades längs en nyanlagd gata utanför det gamla bebyggelseområdet. Av dessa kyrkor står Sankt Per, Sankt Lars och Sankt Olof kvar som ruiner, av de övriga syns inget ovan mark. Gustav Vasa lät använda stenar från ruinerna som byggnadsmaterial till Svartsjö slott. Johan III befallde sedermera att de kvarvarande ruinerna skulle bevaras.

## Bildgalleri

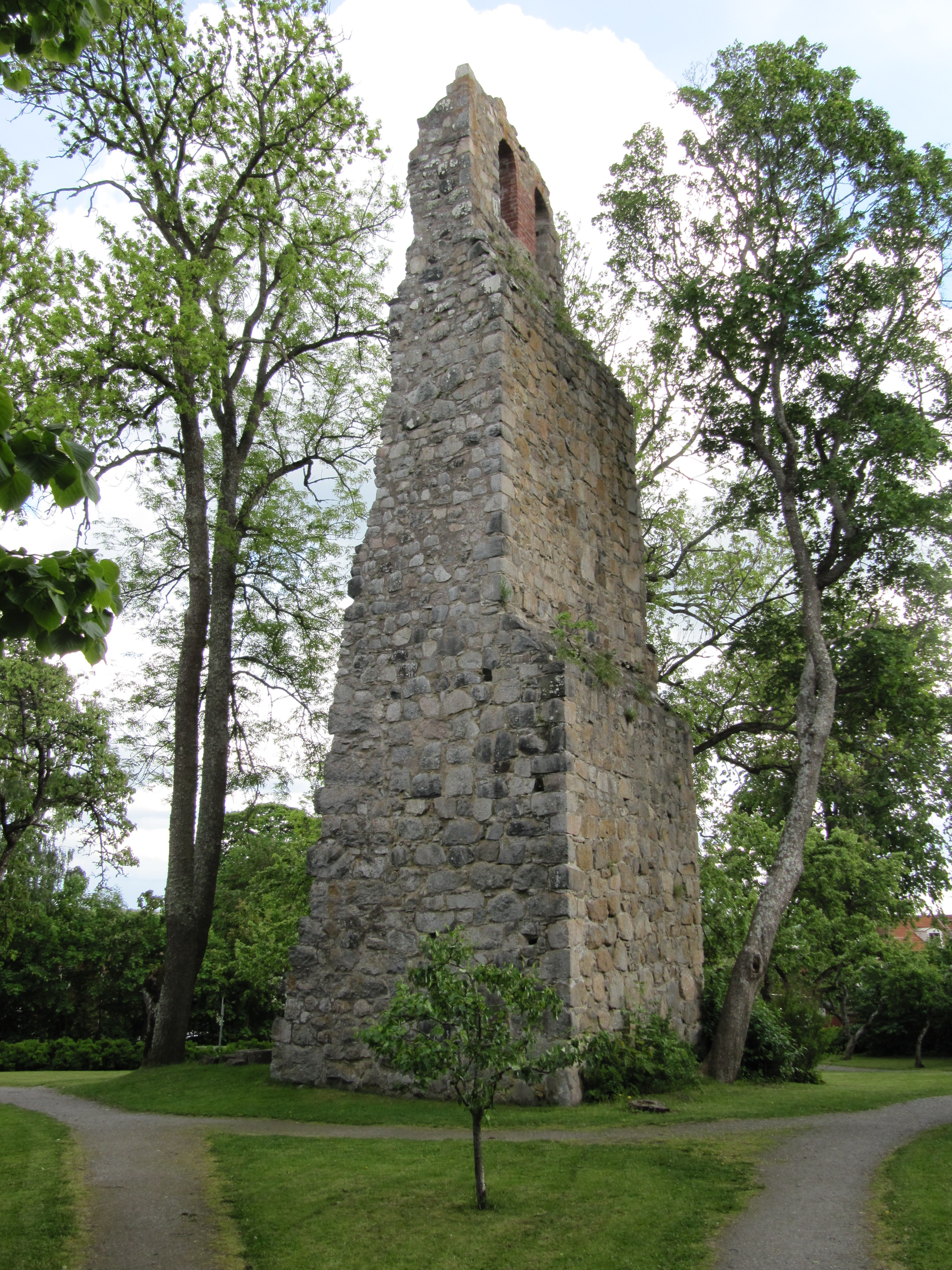
Sankt Lars kyrkoruin i Sigtuna ligger längs Prästgatan. Sankt Lars kyrkoruin är den ruin i Sigtuna som det finns minst rester av. Kyrkan uppfördes i samband med kristnandet på 1100-talet.
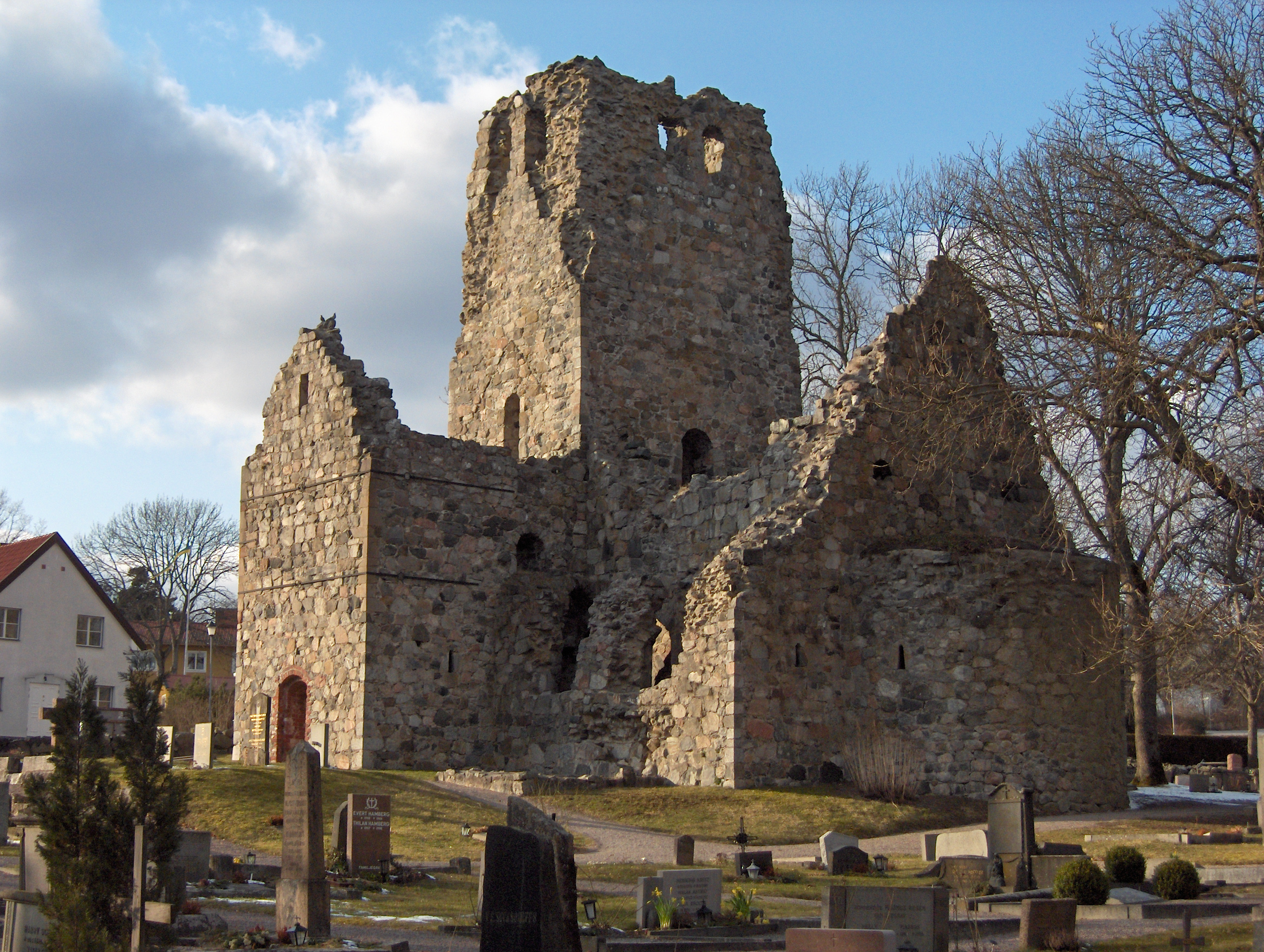
Sankt Olofs kyrkoruin är förhållandevis välbevarad. Sankt Olof har varit knuten till kulten kring den norska helgonkungen Sankt Olof, Olof den helige (Olav Haraldsson), som flera gånger i början på 1000-talet färdades genom Sigtuna.